# Рыбкина, Алина Дмитриевна
Алина Дмитриевна Рыбкина (род. 2 октября 2004 года, Липецк) — российская спортсменка, борец вольного стиля. Призёрка чемпионата России 2023. Мастер спорта.

## Биография
Родилась Алина 2 октября 2004 года в Липецке. Воспитанница СШОР №9 города Липецка. Ее первым тренером был Сергей Яковлев.

## Спортивная карьера
Рыбкина начала свою карьеру на всероссийском турнире в Рязани в 2017 году, где она заняла первое место в весовой категории до 52 кг. В 2019 году выиграла первенство Европы до 15 лет, победив в финале украинку Галина Алексеевскую. В 2020 году стала третьей на первенстве России до 15 лет. В 2021 году стала победительницей первенства России среди кадетов (до 17 лет) в весовой категории до 69 кг и отобралась на первенство Европы в Болгарии, где она добыла бронзовую медаль, на первенстве мира в Венгрии выбыла в квалификации и потеряла шанс на медаль. В 2022 году на первенстве России среди юниорок (до 20 лет) она заняла 2-е место, уступив в финале Алине Касабиевой (Крым). В январе 2023 года выступила на гран-при "Иван Ярыгин", но проиграла в первом же круге Кристине Ерёмине (Краснодарский край). В марте 2023 года стала третьей на турнире памяти Романа Дмитриева в Якутске. В мае 2023 года Алина выиграла чемпионат России среди студентов в весовой категории до 65 кг. В июне 2023 года Рыбкина выиграла бронзовую медаль на взрослом чемпионате России, уступив в полуфинале своей давней сопернице Алине Касабиевой, но победила в матче за третье место опытную Анну Щербакову из Бурятии. В конце июля 2024 года стала победительницей Всероссийской летней универсиады в весе до 62 кг, который прошёл в Уфе.

## Спортивные достижения
- 2021 Первенство Европы среди кадеток — ;
- 2022 Первенство России среди юниорок — ;
- 2023 Чемпионат России среди студентов — ;
- 2023 Чемпионат России — ;